# Lisbon (Ohio)

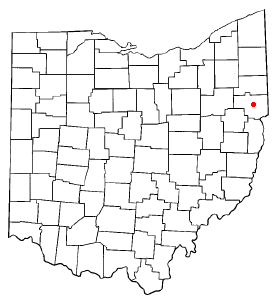
Lisbon na planie stanu Ohio

Lisbon – wieś w USA, w hrabstwie Columbiana, w stanie Ohio.

## Zaludnienie
Według danych z 2000 roku wieś zamieszkiwana była przez 2 788 mieszkańców.